# 11. Armee
11. Armee var namnet på en tysk armé under andra världskriget. 
Den organiserades 5 oktober 1940 vid Leipzig. Armén var kvar i Tyskland fram till Operation Barbarossa, men den förflyttades 23 april 1941 till München. Efter att ha deltagit i erövringen av Bessarabien var förbandet engagerat i striderna på Krim varvid staden Sevastopol erövrades.
Större delen av 1942 var 11. Armén omdirigerad till området söder om Ladoga och vid Leningrad. 
I november 1942 drogs förbandet bort från den norra sektorn och fick i södra sektorn uppgift som Armégrupp Don. 
11. Armén återuppstod 26 januari 1945 Den genomförde en misslyckad motattack, Operation Solstånd. Senare fick den uppdraget att åstadkomma en korridor från Kassel till Armégrupp B som inringats i Ruhrfickan. Efter några anfall mot den framryckande Amerikanska 3:e armén retirerade förbandet till Harzområdet där armén efter hårda strider kapitulerade 23 april 1945.

## Barbarossa
Armén som var en del av Armégrupp Süd grupperades i Rumänien inför angreppet på Sovjetunionen. När Rumänien den 26 juni förklarade Sovjetunionen krig så angrepp 11. Armee in i Bessarabien.

### Organisation
Arméns organisation den 10 juni 1941:
- XI. Armeekorps
- XXX. Armeekorps
- LIV. Armeekorps
- 22. Infanterie-Division
- 72. Infanterie-Division

## Sevastopol

### Organisation
Arméns organisation den 8 juni 1942:
- VII. Rumänska armékåren
- XXX. Armeekorps
- XXXXII. Armeekorps
- LIV. Armeekorps
- Vânători de munte

## Befälhavare
- Generaloberst Eugen von Schobert 	(25 okt 1940 - 12 sep 1941) (KIA) (1)
- Generalfeldmarschall Erich von Manstein 	(13 sep 1941 - 21 nov 1942)
- SS-Obergruppenführer Felix Steiner 	(jan 1945 - 5 mars 1945)
- Okänd 	(5 mars 1945 - 2 april 1945)
- General der Infanterie Otto Hitzfeld 	(2 april 1945 - 8 april 1945)
- General der Artillerie Walther Lucht 	(8 april 1945 - 23 april 1945)